# Aacanthocnema dobsoni
Aacanthocnema dobsoni är en insektsart som först beskrevs av Walter Wilson Froggatt 1903.  Aacanthocnema dobsoni ingår i släktet Aacanthocnema och familjen spetsbladloppor. Inga underarter finns listade i Catalogue of Life.